# Icarus (revista)
Icarus es una revista  científica dedicada al campo de la ciencia planetaria. Su dueño y editor inicial fue Academic Press, que luego fue comprada por Elsevier. Se publica bajo el patrocinio de la División de Ciencias Planetarias (DPS) de la Sociedad Astronómica Americana. La revista contiene artículos que tratan de los resultados de las nuevas investigaciones sobre astronomía, geología, meteorología, física, química, biología, y otros aspectos científicos del sistema solar o sistemas extrasolares.
La revista se publica en inglés y fue fundada en 1962. Se afilió con la DPS en 1974. El difunto Carl Sagan fue editor de la revista desde 1968 hasta 1979. Fue sucedido por Joseph Burns (1980-1997) y Philip Nicholson (1998-presente).
La revista se llama así en honor al personaje de la mitología griega Ícaro.